# Thináli (dème)
Le dème de Thináli, en grec moderne : Δήμος Θιναλίων / Dímos Thinalíon, est un ancien dème du district régional de Corfou, en Grèce. Depuis 2010, il est fusionné au sein du dème de Corfou-Nord.
Selon le recensement de 2011, la population du dème compte 5 226 habitants.